# Anton Karlowitsch Klimowitsch
Anton Karlowitsch (Pawlowitsch) Klimowitsch (russisch Антон Карлович (Павлович) Климович; * 1. September 1869) war ein kaiserlich-russischer und später sowjetischer Offizier im Generalsrang und erster Kommandant der späteren Frunse-Akademie, der ersten höheren militärischen Bildungseinrichtung Sowjetrusslands.

## Leben
Nach dem Abschluss des Gymnasiums in Wilna trat er in die Armee ein und absolvierte von 1890 bis 1893 die Moskauer Infanterieakademie. Im Jahr 1904 schloss er die Akademie des Generalstabes ab und nahm am Russisch-Japanischen Krieg teil. Am 21. August 1915 wurde er zum Kommandeur des 32. Infanterie-Regiments (Friedensgarnison: Krementschuk) ernannt, mit dem er am Ersten Weltkrieg teilnahm. Zwischen September 1916 und Juli 1917 war er Stabschef der 8. Infanteriedivision, ab Juli 1917 Stabschef des XV. Armeekorps und im Oktober 1917 wurde er bei Ernennung zum Generalmajor zum Kommandeur der 6. Infanteriedivision ernannt. 1918 schloss er sich freiwillig der Roten Armee an und wurde Chef des Militärkommissariats in Koslowka. Nach der Gründung der Akademie des Generalstabs der Roten Armee am 7. Oktober 1918 wurde er zu deren Leiter ernannt. Während seiner 10-monatigen Amtszeit als Leiter der Akademie fand die Organisation und Bildung der Akademie als erste höhere militärische Bildungseinrichtung Sowjetrusslands statt. Am 10. Juli 1919 ging er wegen der Verschärfung der Lage an der Ostfront an die Front, wo er als stellvertretender Kommandeur gegen die Truppen von Admiral Alexander Koltschak kämpfte. Er war bis mindestens 1937 beruflich tätig, zu dieser Zeit war er Lehrender am Moskauer Pädagogischen Institut K. Liebknecht.

## Dienstlaufbahn
- Leutnant (1896)
- Stabskapitän (1900)
- Hauptmann (1904)
- Oberstleutnant (1909)
- Oberst (1912)
- Generalmajor (1917)